# أثر جائحة فيروس كورونا على القطاعات العسكرية
كان لجائحة فيروس كورونا 2019–20 تأثيرٌ كبيرٌ على الجيش. أُجلت أو أُلغيت العديد من التمارين والتدريبات العسكرية.

## ردود الفعل
في السابع والعشرين من  فبراير، ألغت كوريا الجنوبية والولايات المتحدة المناورات العسكرية المشتركة المقرر إجراؤها في العشرين من مارس.
في الحادي عشر من  مارس، ألغت القوات المسلحة النرويجية [الإنجليزية] عشرين من تمرين الرد البارد الذي كان من المقرر إشراك حلف شمال الأطلسي والأفراد المتحالفين معه.
في السادس عشر من مارس، ألغت الرابطة الصناعية للدفاع الوطني في الولايات المتحدة مؤتمر صناعة قوات العمليات الخاصة لعام 2020 المقرر عقده في مايو 2020.
في السابع والعشرين من مارس، ألغت الولايات المتحدة مناورات كبيرة النطاق شملت آلاف القوات في الفلبين والتي كان من المقرر إجراؤها في مايو 2020.
في السادس من أبريل، أعلنت القوات الأمريكية في اليابان حالة الطوارئ العامة الصحية في منشآت سهل كانتو.

### انسحاب القوات الأمريكية من العراق
في العشرين من مارس 2020، أكدت قوات المهام المشتركة أنَّ بعض القوات ستنسحب من العراق بسبب جائحة فيروس كورونا في العراق.

## العدوى

### القواعد العسكرية

#### الهند
آنس آنجر (INS Angre)
في 18 أبريل (نيسان) 2020 أُعلن عن تواجد 21 بحارًا في آنس آنجر (INS Angre)، وهي قاعدة بحرية في مومباي، وأثبت أنَّ النتائج إيجابية مع أن معظم الحالات لم تظهر عليها أعراض، وجميع الحالات كان سببها عدوىً من بحّار أثبتت النتائج إصابته في 7 أبريل (نيسان) 2020. حيث أنَّ البحرية الهندية أكدت عدم إصابة أي من البحارة الذين يعملون على متن سفينة أو غواصة.

#### المملكة المتحدة
أكروتيري ودكليا
في الخامس عشر من مارس أُعلن عن أول حالة إصابة في أكروتيري ودكليا (Akrotiri and Dhekelia).[بحاجة لمصدر]

#### الولايات المتحدة الأمريكية
قاعدة خليج جوانتانامو البحرية

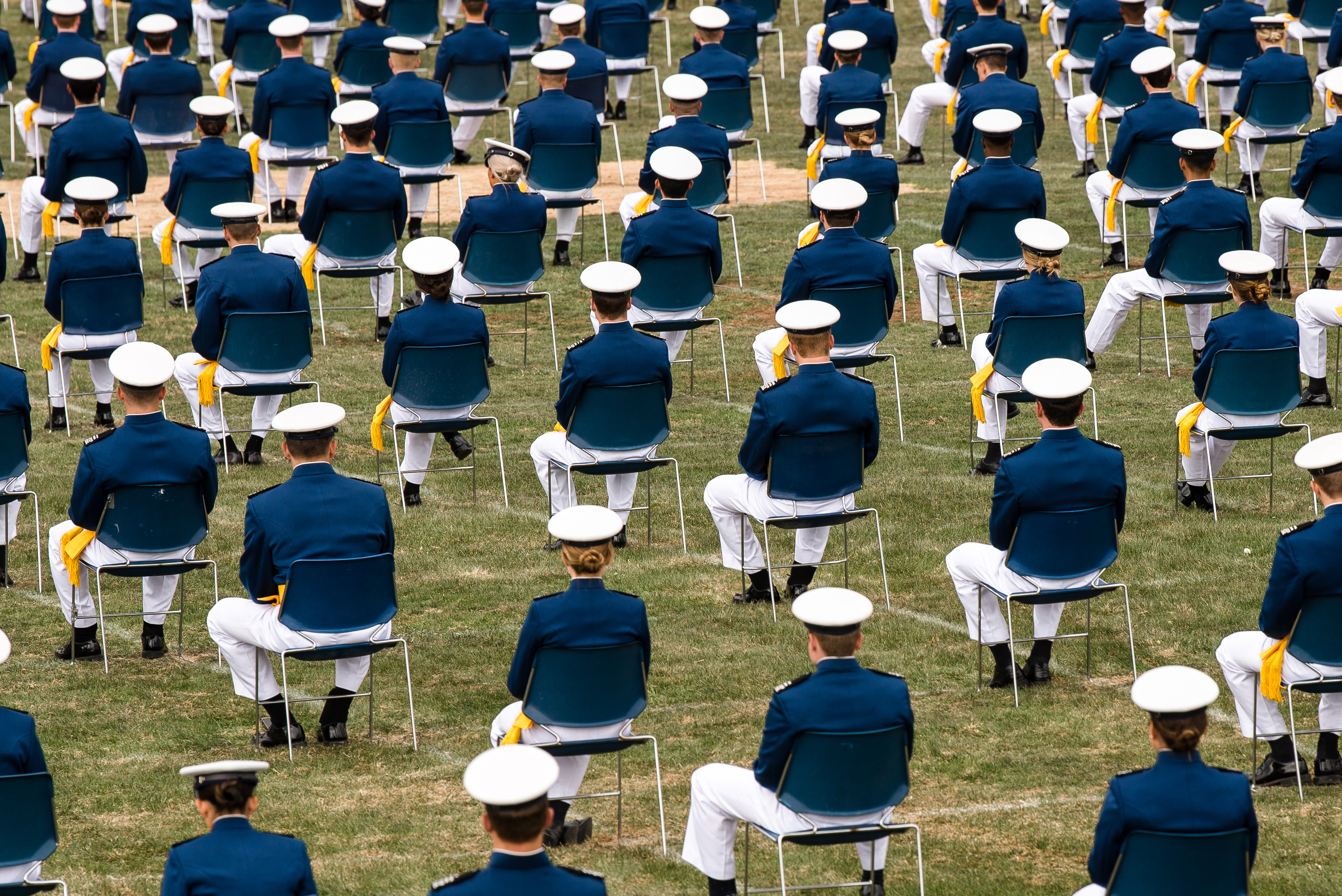
يُشارك طلاب أكاديمية سلاح الجو الأمريكية في التباعد الاجتماعي خلال حفل تخرجهم في 18 أبريل 2020

في الرابع والعشرين من مارس، أُكدت أول حالة في قاعدة خليج جوانتانامو البحرية.
قوات الولايات المتحدة في كوريا
في السادس والعشرين من فبراير، الحالة الأولى تأكد انتشارها في معسكر همفريز [الإنجليزية]‏.
حتى الثاني والعشرين من  نيسان/أبريل، كان هناك 22 حالة مؤكدة مخبريً في قواعد قوات الولايات المتحدة في الكوريا [الإنجليزية]‏: 10 حالات في معسكر هامبريز، 8 حالات في قواعد دايجوا وجيونج سانج بول (معسكر كارول، معسكر هنري، معسكر ووكر)، 3 حالات في قاعدة آوسان الجوية، وحالة واحدة في معسكر كبسي.

### السفن البحرية
انتشرت جائحة كوفيد-19 في عددٍ من السفن البحرية، مع العلم أنَّ طبيعة هذه السفن تتضمن العمل مع الآخرين في مناطق صغيرة مغلقة. ومع عدم وجود أماكن كافية لبقية الطاقم، مما يتسبب في سرعة انتشار المرض، حتى أنه أسرعُ من السفن السياحية.